# アップライト・ロウ
アップライト・ロウ(upright row)はウエイトトレーニングの基本的種目の一つ。三角筋・僧帽筋の筋肥大を促し、筋力を高めることができる。
肩関節を同じ位置に保つように意識し、動作中に肩を上げず、三角筋の前と横に効かせるようにする。手幅を狭くすると三角筋の前に、手幅を広くすると三角筋の横に対して効果が大きくなる。
アップライト・ロウで高重量を扱うと上腕二頭筋長頭が働きやすく、一方で肘から上げようとするとパワーが出にくいため、重量設定は慎重に行うことになる。体を沈ませるとトップポジションで負荷がかからないため、きちんとトップで受けられるようにすべきである。

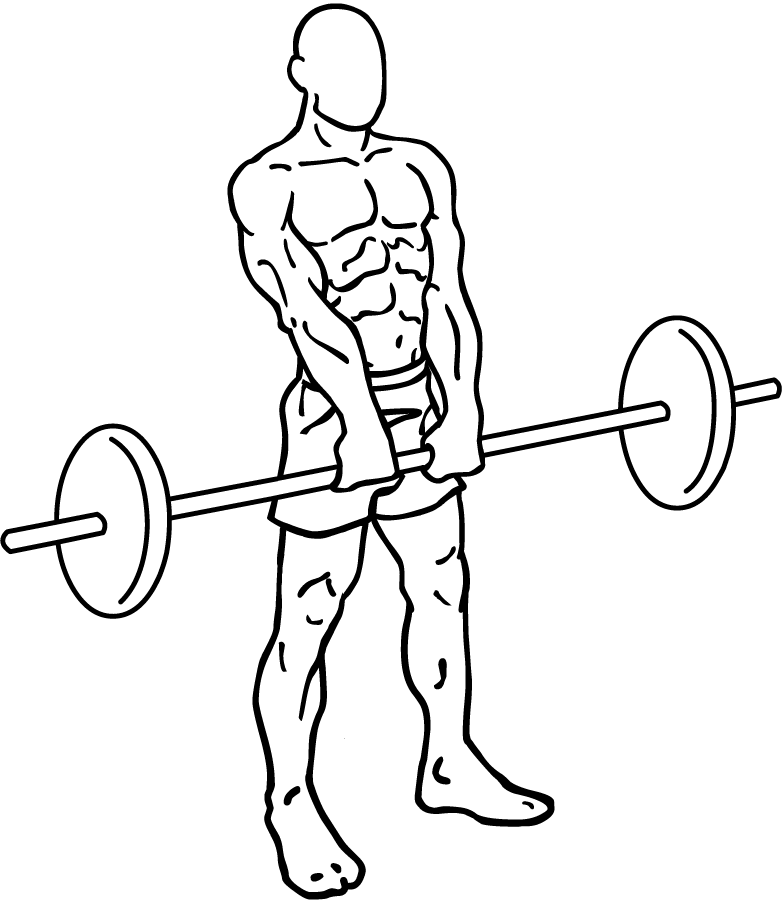
バーベル・アップライト・ロウ(スタート)

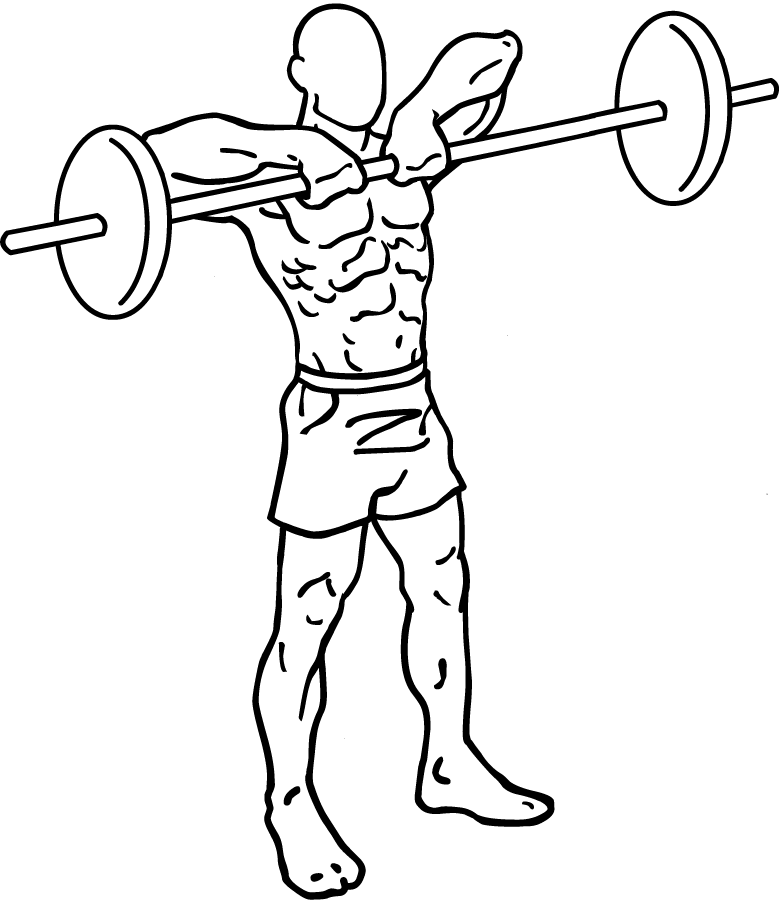
バーベル・アップライト・ロウ(フィニッシュ)

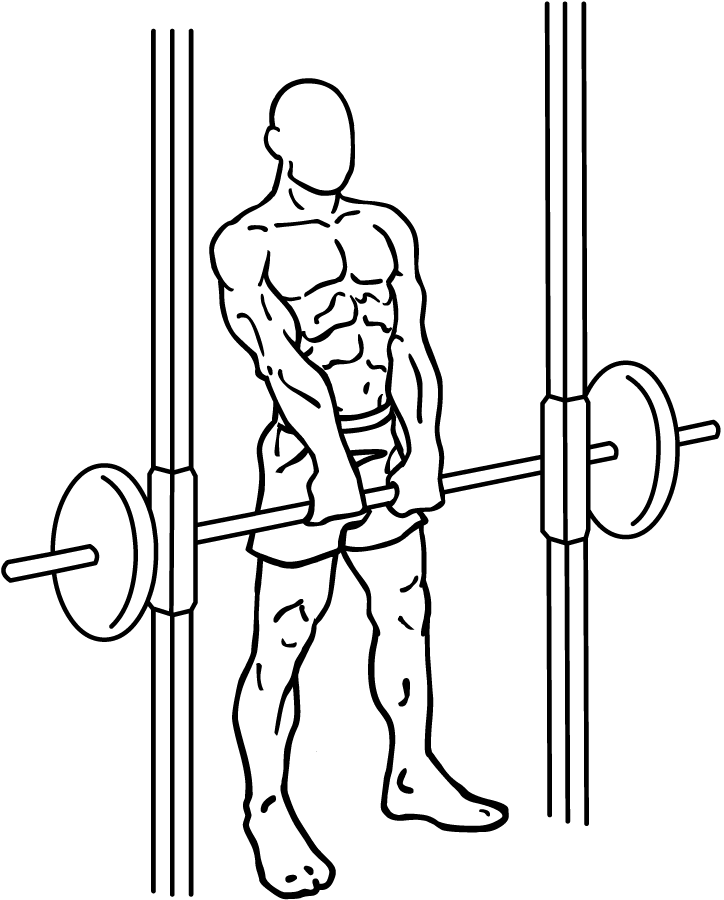
スミスマシン・アップライト・ロウ(スタート)

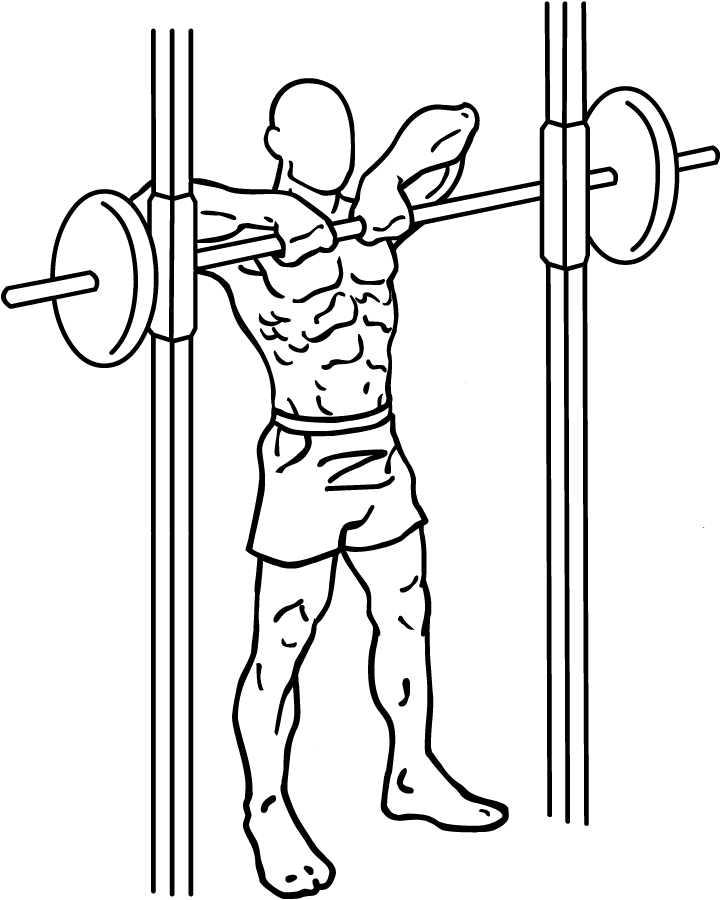
スミスマシン・アップライト・ロウ(フィニッシュ)

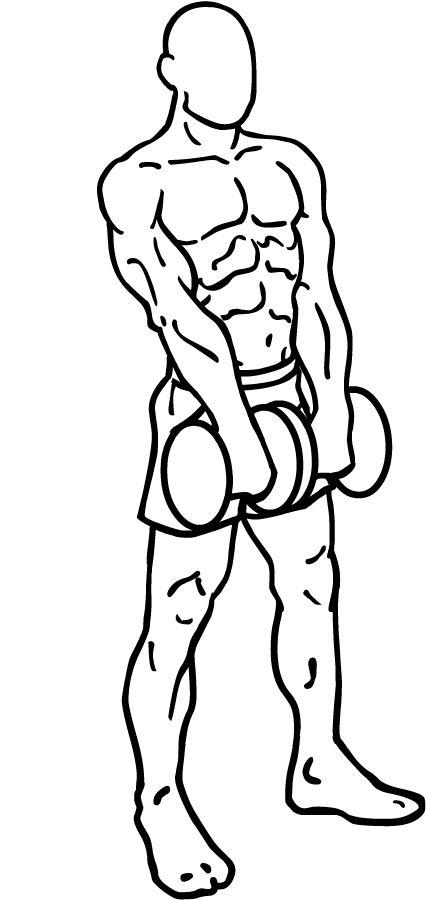
ダンベル・アップライト・ロウ(スタート)

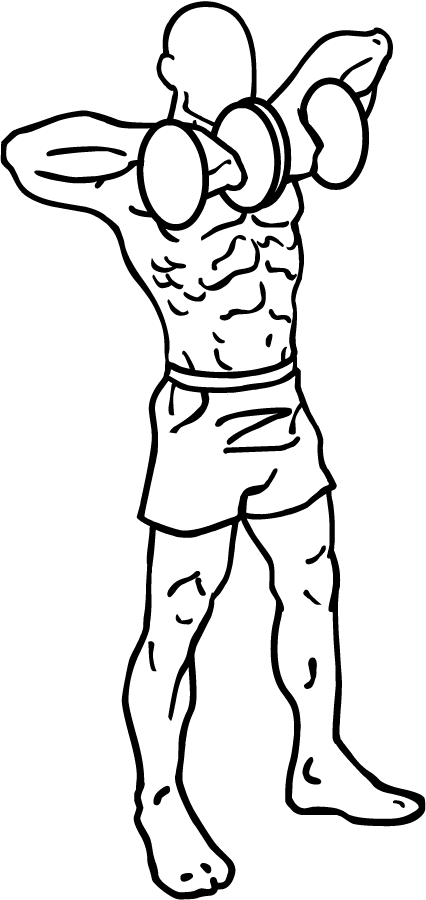
ダンベル・アップライト・ロウ(フィニッシュ)

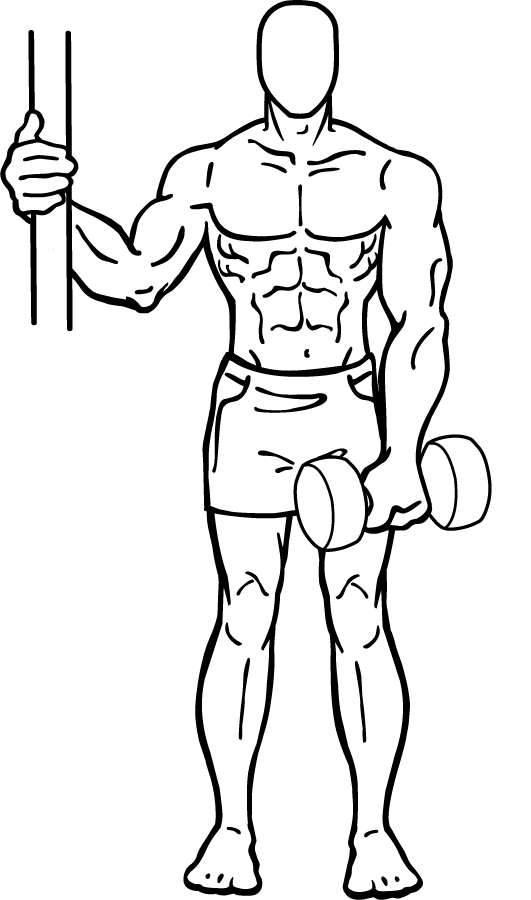
ダンベル・ワンハンド・アップライト・ロウ(スタート)

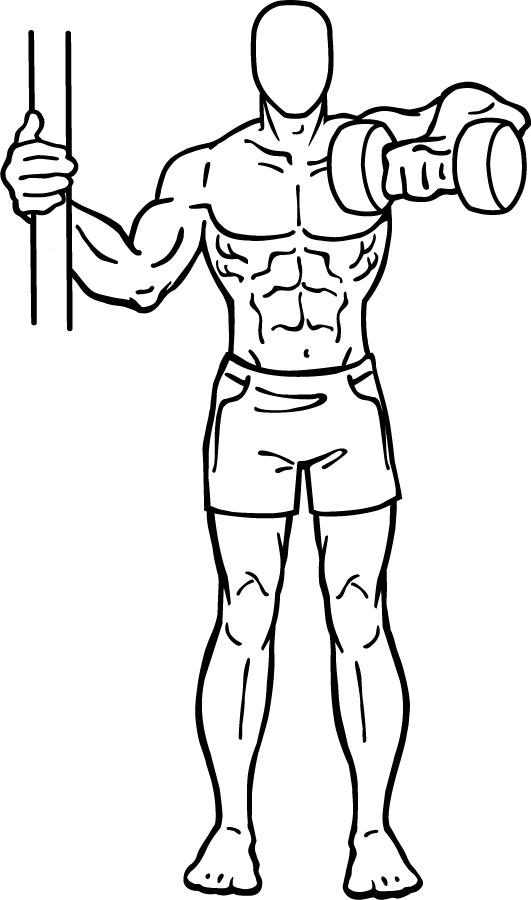
バーベル・ワンハンド・アップライト・ロウ(フィニッシュ)

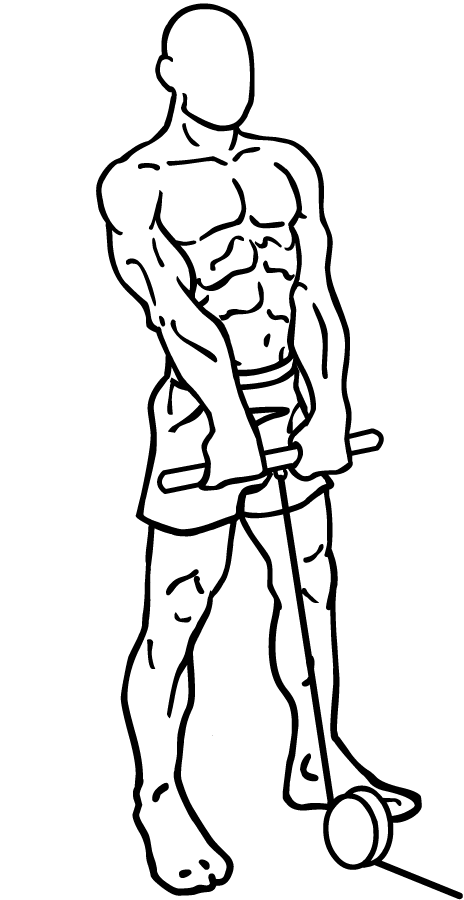
ケーブル・アップライト・ロウ(スタート)

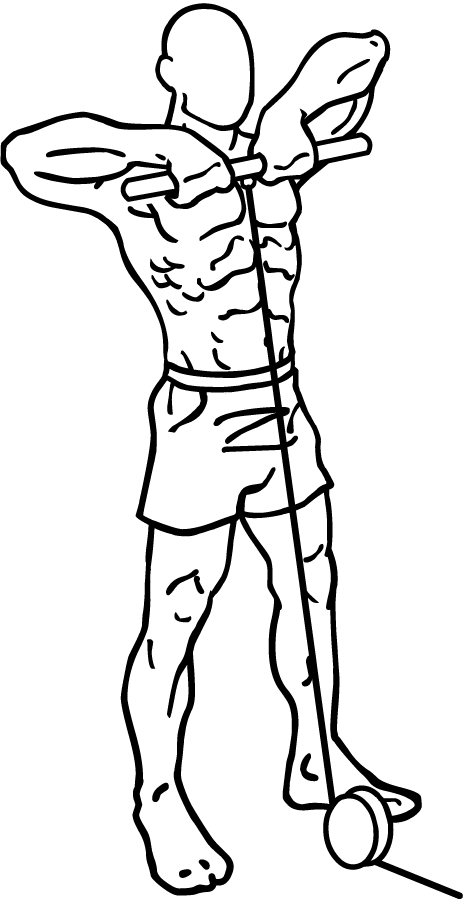
ケーブル・アップライト・ロウ(フィニッシュ)

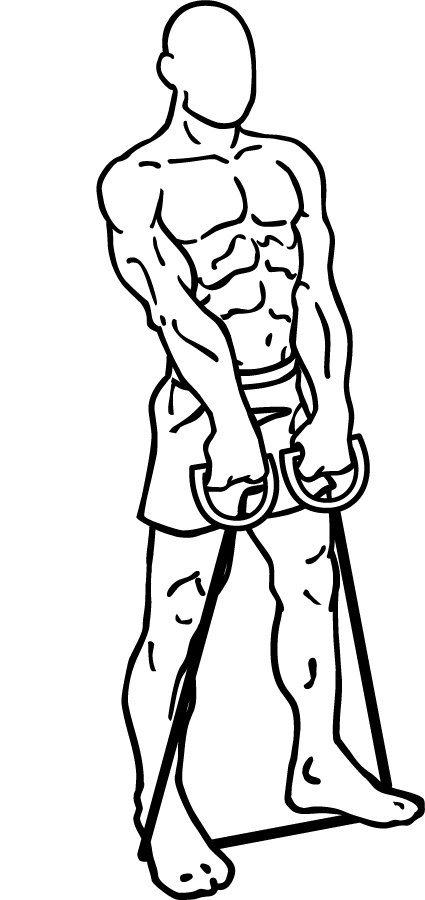
チューブ・アップライト・ロウ(スタート)

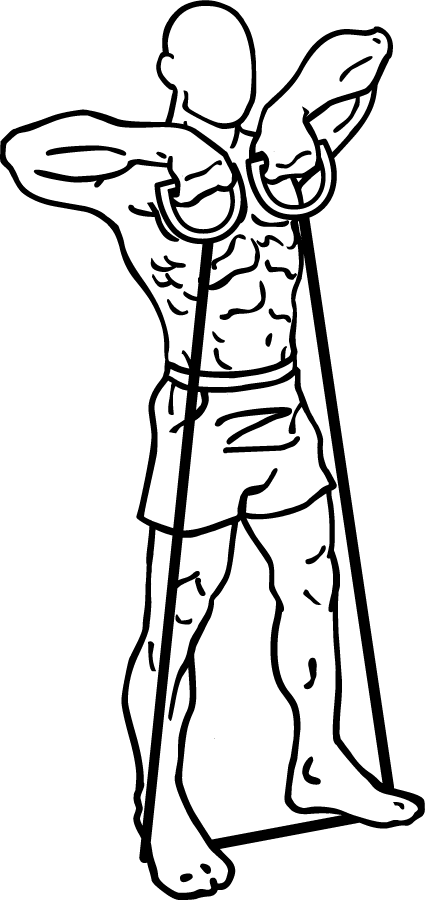
チューブ・アップライト・ロウ(フィニッシュ)

## 具体的動作

### ダンベル・アップライト・ロウ
1. 両手にダンベルを持って直立する。
2. 手のひらが手前を向くようにする。
3. 息を吐きながらダンベルを上に引き上げる。
4. 肘が肩の高さまできたら、息を吸いながら元の姿勢に戻る。
5. 3~4を繰り返す。

### バーベル・アップライト・ロウ
1. 両手でバーベルを持って直立する。
2. 手のひらが手前を向くようにする。
3. 息を吐きながらバーベルを上に引き上げる。
4. 肘が肩の高さまできたら、息を吸いながら元の姿勢に戻る。
5. 3~4を繰り返す。

ワイドグリップで行うことが望ましい。アップライトロウで高重量を扱うと上腕二頭筋長頭が働きやすく、一方で肘から上げようとするとパワーが出にくいため、重量設定は慎重に行うことになる。体を沈ませるとトップポジションで負荷がかからないため、きちんとトップで受けられるようにすべきである。

### スミスマシン・アップライト・ロウ
1. 両手でスミスマシンのバーを持って直立する。
2. 手のひらが手前を向くようにする。
3. 息を吐きながらバーを上に引き上げる。
4. 肘が肩の高さまできたら、息を吸いながら元の姿勢に戻る。
5. 3~4を繰り返す。

### EZバー・アップライト・ロウ
バーベルで行うよりも手首の負担が少ない。バーの斜めに曲がっている部分を持つ。
1. 両手でEZバーを持って直立する。
2. 手のひらが手前を向くようにする。
3. 息を吐きながらEZバーを上に引き上げる。
4. 肘が肩の高さまできたら、息を吸いながら元の姿勢に戻る。
5. 3~4を繰り返す。

### ケーブル・アップライト・ロウ
アタッチメントはストレートバー、ベントラットバー、カールバーなどを用いる。ロープーリーに取り付けておく。
1. 両手でハンドルを持ってマシンの方を向いて直立する。
2. 手のひらが手前を向くようにする。
3. 息を吐きながらハンドルを上に引き上げる。
4. 肘が肩の高さまできたら、息を吸いながら元の姿勢に戻る。
5. 3~4を繰り返す。

### チューブ・アップライト・ロウ
1. 両手でチューブを持って直立する。
2. 手のひらが手前を向くようにする。
3. 息を吐きながらチューブを上に引き上げる。
4. 肘が肩の高さまできたら、息を吸いながら元の姿勢に戻る。
5. 3~4を繰り返す。